# Deuteranomalia
Deuteranomalia – zaburzenie rozpoznawania barw, podobnie jak protanomalia charakteryzujące się jedynie obniżoną percepcją nasycenia (ale nie jaskrawości) zieleni. Barwa czerwona, pomarańczowa, żółta, kanarkowa i zielona są przesunięte w kierunku zieleni. Deuteranomalia dotyczy około 6% mężczyzn i około 0,4% kobiet (daje to około 95% wszystkich zaburzeń rozpoznawania barw u mężczyzn).

Przeczytaj ostrzeżenie dotyczące informacji medycznych i pokrewnych zamieszczonych w Wikipedii.